# 麦司明
麦司明是一种含氮有机化合物，化学式C9H10N2，是一种存在于烟叶以及其它植物中的生物碱，结构上与尼古丁类似，对芳香化酶的抑制能力强于尼古丁。